# Titkok és hazugságok (Született feleségek)
A Titkok és hazugságok (Secrets and Lies) a Született feleségek (Desperate Housewives) című amerikai filmsorozat hatodik külön epizódja. Az Amerikai Egyesült Államokban először az ABC (American Broadcasting Company) adó sugározta 2007. szeptember 23-án.

## Alapadatok
- Cím: Titkok és Hazugságok
- Eredeti cím: Secret and Liest
- Sorozat: Született feleségek
- Játékidő: kb. 42 perc
- Első adás Amerikában: 2007. szeptember 23.
- Első adás Magyarországon: 2008. április 18.
- Írta: -
- Rendezte: -
- Epizód száma: 4. évad 0. rész
- Előző epizód: -
- Következő epizód:  -

## Az epizód cselekménye
Az nem lehet, hogy még mindig létezik olyan ember, aki ne ismerné a Lila Akác közben lakó emberek történetét!? Ám, ha mégis, akkor ez az epizód kifejezetten az ő számukra készült! A néhai Mary-Alice Young ugyanis beavat mindenkit a Széplakon élők minden kis rejtett titkába, és a felszín alatt meghúzódó hazugságokba. De persze mindezt rengeteg humorral, valamint kedves történetekkel fűszerezve tálalja?Kóstoljanak hát bele, vagy élvezzék a jól ismert ízeket! Jó étvágyat hozzá!

## Érdekesség
- Ez az epizód a negyedik évad előtt összefoglalja, hogy mi minden történt a harmadik évad alatt a Lila Akác közben

## Epizódcímek szerte a világban
- Angol: Secret and Lies (Titkok és hazugságok)